# Games Convention

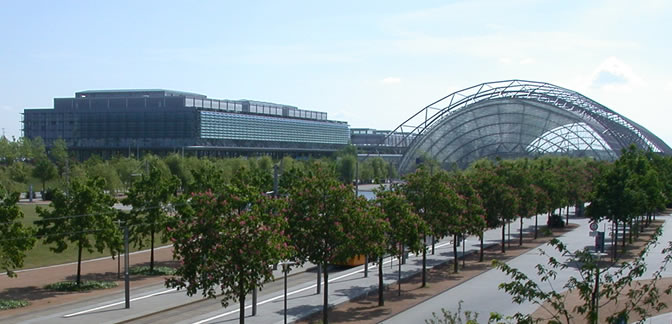
Leipziger Messe, de locatie van de Games Convention.

De Games Convention (ook: Leipzig Games Convention) was tussen 2002 en 2008 een jaarlijks evenement in Leipzig, Duitsland over videospellen. Het is het grootste Europese evenement op dit gebied met ruim 200.000 bezoekers (waarvan zo'n 15.000 beroepshalve) in 2008. Sinds 2007 wordt er ook een evenement gehouden in Azië, genaamd Games Convention Asia.
Zowel op de Tokyo Game Show als de Games Convention kunnen bezoekers van alle leeftijden het evenement bezoeken, in tegenstelling tot bijvoorbeeld de E3 waar alleen professionele bezoekers toegelaten worden. De leeftijd van bezoekers wordt bijgehouden met gekleurde armbanden volgens het systeem van de USK: groen voor 12 jaar en ouder, blauw voor 16+ en rood voor 18+.

## Geschiedenis
De Games Convention werd voor het eerst gehouden in 2002. De Games Convention wordt gehouden in de laatste week van augustus.
In 2007 werd in Singapore voor het eerste een Aziatische versie van het evenement gehouden.

## Games Convention Developer Conference
Tijdens de Games Convention wordt ook de Games Convention Developer Conference (GCDC) gehouden voor partijen die in deze sector werkzaam zijn. De Games Convention Developer Conference is de grootste professionele conferentie in Europa op dit gebied. Deze conferentie wordt gehouden in dezelfde gebouwen als de Games Convention. Tijdens de conferentie worden ideeën en technieken uitgewisseld met betrekking tot het ontwikkelen van videospellen. Op de conferentie spreken vele bekende personen uit het vakgebied.

## Statistieken
Hieronder volgt een overzicht van enkele statistieken van de Games Convention:
| Jaar | Bezoekers | Exposanten | Professionele bezoekers | Journalisten | Oppervlakte |
| 2002 | 80,000    | 166        | 3,000                   | 750          | 30,000m²    |
| 2003 | 92,000    | 207        | 3,500                   | 1,300        | 42,000m²    |
| 2004 | 105,000   | 258        | 4,200                   | 1,700        | 55,000m²    |
| 2005 | 134,000   | 280        | 6,200                   | 2,000        | 80,000m²    |
| 2006 | 183,000   | 367        | 7,000                   | 2,400        | 90,000m²    |
| 2007 | 185,000   | 503        | 12,300                  | 3,400        | 112,500m²   |
| 2008 | 203,000   | 547        | 14,600                  | 3,800        | 115,000m²   |